# Tony Award/Beste Regie
Der Tony Award for Best Director (deutsch: Tony Award für die beste Regie) ist ein US-amerikanischer Theater- und Musicalpreis, der von 1947 bis 1959 verliehen wurde.

## Geschichte und Hintergrund
Die Tony Awards werden seit 1947 jährlich in zahlreichen Kategorien von circa 700 Juroren vergeben, die sich aus der Unterhaltungsbranche und Presse der Vereinigten Staaten rekrutieren. Eine dieser Kategorien ist der Tony Award for Best Director, der von 1947 bis 1959 verliehen wurde. Ab 1960 wurde der Preis in zwei Kategorien aufgeteilt: Tony Award for Best Direction of a Play und Tony Award for Best Direction of a Musical. 

## Gewinner und Nominierte
Die Übersicht der Gewinner und Nominierten listet pro Jahr die nominierten Regisseure und die jeweiligen Theaterstücke bzw. Musicals. Der Gewinner eines Jahres ist grau unterlegt angezeigt.  

### 1947–1949
| Jahr         | Regisseur           | Theaterstück bzw. Musical    | Deutscher Titel |
| ------------ | ------------------- | ---------------------------- | --------------- |
| 1947         |                     |                              |                 |
| Elia Kazan   | All My Sons         |                              |                 |
| 1948         |                     |                              |                 |
| Joshua Logan | Mister Roberts      |                              |                 |
| 1949         |                     |                              |                 |
| Elia Kazan   | Death of a Salesman | Tod eines Handlungsreisenden |                 |

### 1950–1959
| Jahr               | Regisseur                                                                       | Theaterstück bzw. Musical                | Deutscher Titel |
| ------------------ | ------------------------------------------------------------------------------- | ---------------------------------------- | --------------- |
| 1950               |                                                                                 |                                          |                 |
| Joshua Logan       | South Pacific                                                                   |                                          |                 |
| 1951               |                                                                                 |                                          |                 |
| George S. Kaufman  | Guys and Dolls                                                                  | Guys and Dolls                           |                 |
| 1952               |                                                                                 |                                          |                 |
| José Ferrer        | The Shrike, The Fourposter and Stalag 17                                        |                                          |                 |
| 1953               |                                                                                 |                                          |                 |
| Joshua Logan       | Picnic                                                                          |                                          |                 |
| 1954               |                                                                                 |                                          |                 |
| Alfred Lunt        | Ondine                                                                          | Undine                                   |                 |
| 1955               |                                                                                 |                                          |                 |
| Robert Montgomery  | The Desperate Hours                                                             |                                          |                 |
| 1956               |                                                                                 |                                          |                 |
| Tyrone Guthrie     | The Matchmaker                                                                  |                                          |                 |
|                    |                                                                                 |                                          |                 |
| Joseph Anthony     | The Lark                                                                        | Jeanne oder Die Lerche                   |                 |
| Harold Clurman     | Bus Stop, Pipe Dream und Tiger at the Gates                                     | Der trojanische Krieg findet nicht statt |                 |
| Tyrone Guthrie     | The Matchmaker, Six Characters in Search of an Author und Tamburlaine the Great | Sechs Personen suchen einen Autor,       |                 |
| Garson Kanin       | The Diary of Anne Frank                                                         |                                          |                 |
| Elia Kazan         | Cat on a Hot Tin Roof                                                           | Die Katze auf dem heißen Blechdach       |                 |
| Albert Marre       | The Chalk Garden                                                                |                                          |                 |
| Herman Shumlin     | Inherit the Wind                                                                |                                          |                 |
| 1957               |                                                                                 |                                          |                 |
| Moss Hart          | My Fair Lady                                                                    | My Fair Lady                             |                 |
|                    |                                                                                 |                                          |                 |
| Joseph Anthony     | A Clearing in the Woods und The Most Happy Fella                                |                                          |                 |
| Harold Clurman     | The Waltz of the Toreadors                                                      |                                          |                 |
| Peter Glenville    | Separate Lives                                                                  |                                          |                 |
| José Quintero      | Long Day's Journey into Night                                                   | Eines langen Tages Reise in die Nacht    |                 |
| 1958               |                                                                                 |                                          |                 |
| Vincent J. Donehue | Sunrise at Campobello                                                           |                                          |                 |
|                    |                                                                                 |                                          |                 |
| Morton DaCosta     | The Music Man                                                                   | The Music Man                            |                 |
| Peter Hall         | The Rope Dancers                                                                |                                          |                 |
| George Roy Hill    | Look Homeward, Angel                                                            |                                          |                 |
| Elia Kazan         | The Dark at the Top of the Stairs                                               |                                          |                 |
| Arthur Penn        | Two for the Seesaw                                                              |                                          |                 |
| 1959               |                                                                                 |                                          |                 |
| Elia Kazan         | J.B.                                                                            |                                          |                 |
|                    |                                                                                 |                                          |                 |
| Peter Brook        | The Visit                                                                       | Der Besuch der alten Dame                |                 |
| Robert Dhéry       | La Plume de Ma Tante                                                            |                                          |                 |
| William Gaskill    | Epitaph for George Dillon                                                       |                                          |                 |
| Peter Glenville    | Rashomon                                                                        |                                          |                 |
| Cyril Ritchard     | The Pleasure of His Company                                                     |                                          |                 |
| Dore Schary        | A Majority of One                                                               |                                          |                 |

## Statistiken

### Mehrfache Gewinner
- 3 Gewinne: Elia Kazan und Joshua Logan

### Mehrfache Nominierungen
- 5 Nominierungen: Elia Kazan
- 3 Nominierungen: Joshua Logan
- 2 Nominierungen: Joseph Anthony, Harold Clurman, Peter Glenville und Tyrone Guthrie